# Lütgendorf (Adelsgeschlecht)
Lütgendorf, auch Lütgendorff geschrieben, ist ein deutsch-österreichisches Adelsgeschlecht.

## Geschichte
Die Herkunft der Familie ist noch nicht mit Sicherheit geklärt. Es gibt Vermutungen, dass das Geschlecht mit dem westfälischen Adelsgeschlecht von Lütkendorp, das im 14. Jahrhundert in Westfalen auftrat, zusammenhängt, weil diese Familie ein sehr ähnliches Wappen geführt hatte. Ein urkundlich beweisbarer Zusammenhang mit dem 1699 in Düsseldorf geborenen und den Freiherrntitel führenden fürstbischöflich würzburgischen Oberstleutnant Karl Emanuel von Lütgendorf (1699–1779), mit dem die sichere Stammreihe beginnt, ist nicht vorhanden. Das Geschlecht erscheint danach sowohl in Franken in und um Würzburg und kommt auch in österreichische Dienste, wo die Führung des Freiherrntitels 1883 für Hugo von Lütgendorf, k.u.k. Hauptmann, Maximilian von Lütgendorf, k.u.k. Leutnant und Casimir von Lütgendorf, k.u.k. Leutnant, anerkannt wird.

## Bedeutende Vertreter
- Ferdinand Freiherr von Lütgendorff-Leinburg (1785–1858), deutscher Maler und Graphiker
- Joseph Maximilian von Lütgendorf (1750–1829), Luftfahrtpionier
- Kasimir Freiherr von Lütgendorf (1862–1958), k.u.k. General der Infanterie während des Ersten Weltkriegs
- Karl Ferdinand Lütgendorf (1914–1981), österreichischer Offizier und Politiker
- Max Freiherr von Lütgendorff-Leinburg (1889–1958), österreichisch-deutscher Verwaltungsjurist
- Max Lütgendorff (* 1986), österreichischer Opernsänger (Tenor)
- Michael Moritz Freiherr von Lütgendorf (1879–1974), österreichischer Generalmajor
- Otto Gottfried Freiherr von Lütgendorff-Leinburg (1825–1893), österreichischer Schriftsteller und Übersetzer
- Willibald Leo von Lütgendorff-Leinburg (1856–1937), deutscher Historien- und Genremaler, Kunsterzieher und Kunsthistoriker

## Wappen
- Das Stammwappen zeigt in Gold einen aufgekrempten roten Hut. Auf dem Helm mit rot-goldenen Helmdecken fünf gestielte goldene Blätter (auch goldene Wimpel an grünen Stangen)[2]
- Das Wappen der Freiherren von Lütgendorf ist geviert mit Herzschild, darin in Gold ein roter Spitzhut; 1 in Rot ein goldener Löwe mit siebenzackigem goldenem Stern; 2 in Grün drei silberne Fische; 3 in Rot zwei Goldkronen, von einem silbernen Balken geteilt; 4 in Silber ein roter Löwe.